# Skathi
Skathi  är en av Saturnus månar. Den upptäcktes av John J. Kavelaars och Brett Gladman 2000, och gavs den tillfälliga beteckningen S/2000 S 8. Den heter också Saturn XXVII.
Skathi är 8 kilometer i diameter och har ett genomsnittligt avstånd på 15 641 000 kilometer från Saturnus. Den har en lutning av 149° till ekliptikan (150° Saturnus ekvator) i en retrograd riktning och med en excentricitet på 0,246.